# Episodi di Formula 1: Drive to Survive (terza stagione)
La terza stagione della serie televisiva Formula 1: Drive to Survive è stata distribuita su Netflix il 19 marzo 2021.
| nº | Titolo originale              | Titolo italiano                | Distribuzione USA | Distribuzione Italia |
| -- | ----------------------------- | ------------------------------ | ----------------- | -------------------- |
| 1  | Cash Is King                  | Il denaro è re                 | 19 marzo 2021     | 19 marzo 2021        |
| 2  | Back On Track                 | Di nuovo in pista              | 19 marzo 2021     | 19 marzo 2021        |
| 3  | Nobody's Fool                 | Il secondo violino             | 19 marzo 2021     | 19 marzo 2021        |
| 4  | We Need to Talk About Ferrari | Dobbiamo parlare della Ferrari | 19 marzo 2021     | 19 marzo 2021        |
| 5  | The End of the Affair         | La fine di un rapporto         | 19 marzo 2021     | 19 marzo 2021        |
| 6  | The Comeback Kid              | La rivincita                   | 19 marzo 2021     | 19 marzo 2021        |
| 7  | Guenther's Choice             | La scelta di Guenther          | 19 marzo 2021     | 19 marzo 2021        |
| 8  | No Regrets                    | Nessun rimpianto               | 19 marzo 2021     | 19 marzo 2021        |
| 9  | Man On Fire                   | Uomo in fiamme                 | 19 marzo 2021     | 19 marzo 2021        |
| 10 | Down to the Wire              | Fino all'ultimo                | 19 marzo 2021     | 19 marzo 2021        |